# Lancer du poids féminin à la Ligue de diamant 2010
Navigation
2011
Le concours du lancer du poids féminin de la Ligue de Diamant 2010 s'est déroulé du 23 mai au 18 août 2010. La compétition a successivement fait étape à Shanghai, New York, Gateshead, Paris, Monaco et Londres, la finale se déroulant à Zürich. L'épreuve est remportée par la Biélorusse Nadzeya Astapchuk, qui s'adjuge de six succès en sept meetings.

## Calendrier
| Date            | Meeting                    | Ville     | Pays        |
| --------------- | -------------------------- | --------- | ----------- |
| 23 mai 2010     | Shanghai Golden Grand Prix | Shanghai  | Chine       |
| 12 juin 2010    | Meeting de New York        | New York  | États-Unis  |
| 10 juillet 2010 | Meeting de Gateshead       | Gateshead | Royaume-Uni |
| 16 juillet 2010 | Meeting Areva              | Paris     | France      |
| 22 juillet 2010 | Meeting Herculis           | Monaco    | Monaco      |
| 13 août 2010    | Aviva London Grand Prix    | Londres   | Royaume-Uni |
| 18 août 2010    | Weltklasse Zürich          | Zurich    | Suisse      |

## Résultats
| Date | Meeting   | 1er                            | 1er   | 2e                          | 2e    | 3e                            | 3e    |
| --- | --------- | ------------------------------ | ----- | --------------------------- | ----- | ----------------------------- | ----- |
| 23 mai 2010 | Shanghai  | Nadzeya Astapchuk 20,70 m (WL) | 4 pts | Valerie Vili 19,72 m        | 2 pts | Gong Lijiao 19,60 m           | 1 pt  |
| 12 juin 2010 | New York  | Valerie Vili 19,93 m           | 4 pts | Natallia Mikhnevich 19,80 m | 2 pts | Jillian Camarena 18,99 m      | 1 pt  |
| 10 juillet 2010 | Gateshead | Nadzeya Astapchuk 20,57 m      | 4 pts | Valerie Vili 20,06 m        | 2 pts | Nadine Kleinert 19,01 m       | 1 pt  |
| 16 juillet 2010 | Paris     | Nadzeya Astapchuk 20,78 m      | 4 pts | Valerie Vili 20,13 m        | 2 pts | Natallia Mikhnevich 19,47 m   | 1 pt  |
| 22 juillet 2010 | Monaco    | Nadzeya Astapchuk 20,23 m      | 4 pts | Valerie Vili 20,20 m        | 2 pts | Natallia Mikhnevich 19,43 m   | 1 pt  |
| 13 août 2010 | Londres   | Nadzeya Astapchuk 20,27 m      | 4 pts | Valerie Vili 19,83 m        | 2 pts | Gong Lijiao 19,26 m           | 1 pt  |
| 18 août 2010 | Zürich    | Nadzeya Astapchuk 20,63 m      | 8 pts | Valerie Vili 20,02 m        | 4 pts | Jillian Camarena 19,50 m (PB) | 2 pts |
| Records et Performances - AR : Record continental (area record) - CR : Record des championnats (championship record) - MR : Record du meeting (meet record) - NR : Record national (national record) - OR : Record olympique (olympic record) - PR : Record paralympique (paralympic record) - PB : Record personnel (personal best) - SB : Meilleure performance personnelle de la saison (season's best) - WL : Meilleure performance mondiale de l'année (world leader) - WJR : Record du monde junior (world junior record) - WR : Record du monde (world record) Circonstances et Conditions - DNF : N'a pas terminé (did not finish) - DNS : N'a pas pris le départ (did not start) - DQ : Disqualification (disqualification) - NM : Aucun essai valable enregistré (No Mark) - Q : Qualifié « directement » au prochain tour (ou à la prochaine compétition), lors d'une compétition majeure, grâce au classement ou à la réalisation des minima (automatic qualifier) - q : Qualifié au prochain tour (ou à la prochaine compétition), lors d'une compétition majeure, grâce au repêchage ou à la réalisation de l'une des meilleures performances parmi celles des « non qualifiés directement » (grâce au meilleur temps ou à la meilleure distance par exemple) (secondary qualifier) |           |                                |       |                             |       |                               |       |

## Classement général
| Rang | Athlète             | Points |
| ---- | ------------------- | ------ |
| 1    | Nadzeya Astapchuk   | 28     |
| 2    | Valerie Vili        | 18     |
| 3    | Natallia Mikhnevich | 4      |
| 4    | Jillian Camarena    | 3      |
| 5    | Nadine Kleinert     | 1      |